# Peace in Our Time (Good Riddance)
Peace in Our Time is het achtste studioalbum van de Amerikaanse punkband Good Riddance en het eerste studioalbum in negen jaar tijd, nadat de band in 2007 uiteenviel en in 2012 weer bij elkaar kwam. Het album werd uitgegeven op 21 april 2015 door Fat Wreck Chords. Er zijn videoclips gemaakt voor de nummers "Dry Season" en "Disputatio".

## Nummers
1. "Disputatio" - 1:47
2. "Contrition" - 2:03
3. "Take It to Heart" - 2:25
4. "Half Measures" - 1:56
5. "Grace and Virtue" - 2:01
6. "No Greater Fight" - 1:20
7. "Dry Season" - 2:20
8. "Teachable Moments" - 1:33
9. "Washed Away" - 1:54
10. "Our Better Nature" - 1:45
11. "Shiloh" - 1:41
12. "Running on Fumes" - 2:35
13. "Year Zero" - 1:52
14. "Glory Glory" - 1:40

## Band
- Russ Rankin - zang
- Luke Pabich - gitaar
- Chuck Platt - basgitaar
- Sean Sellers - drums